# 228.ª Brigada Mixta (Ejército Popular de la República)
La 228.ª Brigada Mixta fue una de las unidades creadas por el Ejército Popular para la defensa de la Segunda República Española. Formada por batallones del Cuerpo de Carabineros, tuvo una corta vida operativa, pues se formó hacia el final de la guerra.

## Historial
La unidad fue creada a finales de 1938 con los batallones de carabineros 21.º, 39.º, 47.º y 55.º, en la Seo de Urgel. Fue encuadrada teóricamente en la 62.ª División del XI Cuerpo de Ejército, si bien en la práctica no llegaría a integrarse. Se le encomendó la misión de cubrir un sector del Bajo Ebro, donde permaneció hasta que la amenaza de quedar cercada por las fuerzas franquistas la obligó a retirarse hacia el interior. Desde ese momento la 228.ª BM prácticamente dejó de existir.
El comandante Miguel Bascuñana Sánchez fue el único jefe de la unidad.